# Ілава (Опольське воєводство)
Ілава (пол. Iława, нім. Eilau) — село в Польщі, у гміні Ниса Ниського повіту Опольського воєводства.
Населення — 238 осіб (2011).

## Демографія
Демографічна структура станом на 31 березня 2011 року:
|          | Загалом | Допрацездатний вік | Працездатний вік | Постпрацездатний вік |
| -------- | ------- | ------------------ | ---------------- | -------------------- |
| Чоловіки | 120     | 20                 | 93               | 7                    |
| Жінки    | 118     | 27                 | 74               | 17                   |
| Разом    | 238     | 47                 | 167              | 24                   |